# Pilar Montañés
Pilar Montañés (Menorca) és una empresària menorquina, executiva en cap de Subaida i Quesos Subaida, empresa fundada l'any 1930 pel seu avi Pedro Montañés.
El 2025 fou inclosa a la llista Forbes de les 50 dones més influents de les Balears.